# Matthias Schrappe
Matthias Schrappe (* 24. Januar 1955 in Hamburg) ist ein deutscher Internist mit den Zusatzbezeichnungen Hämatologie, internistische Onkologie und Gastroenterologie und emeritierter Professor für Innere Medizin.

## Leben
Er arbeitete von 1981 bis 1996 an drei kommunalen und zwei universitären Kliniken. Von 2002 bis 2005 war er Hauptamtlicher Ärztlicher Direktor des Marburger Universitätsklinikums, von September 2005 bis September 2006  Hauptamtlicher Dekan der Medizinischen Fakultät der Universität Witten/Herdecke und von Oktober 2006 bis Februar 2007 deren wissenschaftlicher Geschäftsführer. Von Juni 2007 bis Juni 2009 war Schrappe Generalbevollmächtigter des Aufsichtsrates des Klinikums der Universität Frankfurt am Main.  2009 erhielt er den Ruf auf die W3-Stiftungsprofessur für Patientensicherheit der Rheinischen Friedrich-Wilhelms-Universität Bonn.
Schrappe lehrt seit 1990, unter anderem in Köln, Marburg, Graz, Luxemburg und Trier. 1996 ernannte ihn die Universität Köln zum außerplanmäßigen Professor. Er lehrte unter anderem Innere Medizin, Qualitätsmanagement, Evidence-based Medicine, Patientensicherheit und Risikomanagement. Seit Dezember 2005 war er Mitglied im Sachverständigenrat zur Begutachtung der Entwicklung im Gesundheitswesen, wo er im Oktober 2007 zum Stellvertretenden Vorsitzenden gewählt wurde. Im Sommer 2011 verließ Schrappe den Sachverständigenrat auf eigenen Wunsch.
Von 2006 bis 2011 und wieder von Juni 2016 bis Mai 2018 war Schrappe Vorstandsmitglied des Deutschen Netzwerkes Versorgungsforschung.
Seit Mai 2024 ist Schrappe Mitglied des Bündnisses Sahra Wagenknecht.

## COVID-19-Pandemie
Während der Covid-19-Pandemie wurde Schrappe mehrfach als Interviewpartner und Experte in den Medien zitiert, außerdem war er Einzel‐Sachverständiger bei Anhörungen zu Covid-19 im Deutschen Bundestag.

### Kontroverse um intensivmedizinische Versorgung in der COVID-19-Pandemie

#### Vorwürfe von Schrappe im Mai 2021
Im Mai 2021 erhob Schrappe als Hauptautor in einem gemeinsamen Thesenpapier mit Kollegen sowie in einem Zeitungsinterview öffentlich Vorwürfe zu seiner Ansicht nach fragwürdigen Vorgängen bei der intensivmedizinischen Versorgung während der COVID-19-Pandemie in Deutschland.

#### Zurückweisung der Vorwürfe und Kritik
Die Deutsche Interdisziplinäre Vereinigung für Intensiv- und Notfallmedizin (DIVI), der Marburger Bund Bundesverband und die Deutsche Krankenhausgesellschaft (DKG) reagierten mit einer gemeinsamen Pressemitteilung und wiesen die „irreführenden Vorwürfe vom Spiel mit der Angst, der Manipulationen offizieller Statistiken und sogar die Unterstellung, rein aus finanziellem Interesse Patienten intensivmedizinisch zu behandeln, aufs Schärfste zurück. Auch die Behauptung, die Krankenhäuser hätten zu Unrecht Fördergeld für nie aufgebaute Intensivbetten kassiert, ist nicht haltbar.“ Beispielsweise ignoriere Schrappes Thesenpapier, dass das Klinikpersonal oftmals unter höchster Belastung gearbeitet habe, obwohl während der Pandemie in Deutschland rund „40 Prozent weniger“ operiert worden sei „als in normalen Jahren“. Demnach beruhten viele der von Schrappe erhobenen Vorwürfe auf „Fehleinschätzungen und mangelnder Kenntnis der tatsächlichen Lage in Kliniken“. Auch von anderer Stelle wurde kritisiert, Schrappes Thesen zögen des Öfteren aus „richtige[n] Daten falsche Schlüsse“ und seien „in einigen Punkten auch grob falsch“. Ein Denkfehler, der zu einer Verzerrung der Statistik zum Anteil von Patienten auf Intensivstationen führte, wurde angesichts der externen Kritik in der upgedateten Version des Thesenpapiers vom 17. Mai 2021 korrigiert. Auch eine aktuelle Stunde im Bundestag befasste sich im Mai 2021 mit der Kontroverse.

#### Bericht des Bundesrechnungshofes
Schrappe sah sich in einem Bericht des Bundesrechnungshofs vom 9. Juni 2021 bestätigt, laut dem der Einsatz von rund 686,1 Mio. Euro für den Aufbau von Intensivbetten zu zusätzlichen 13.700 Intensivbetten führen sollte, ein „solcher Kapazitätszuwachs [...] aus den vorliegenden Statistiken und Datensammlungen indes nicht abzulesen“ sei, weshalb der „Verbleib und die Einsatzbereitschaft der mit der Förderung geschaffenen Intensivbetten“ geklärt werden müsse. Das ZDF betont jedoch, dass die methodischen Mängel des Thesenpapier von Schrappe und Kollegen „weiterhin kritikwürdig“ sind.
Laut ZDF und MDR hegte der Bundesrechnungshof bereits im Juni 2021 den Verdacht, dass Krankenhäuser und Kliniken mit falschen Angaben Subventionen kassiert haben, wobei Betrugsverdacht darin besteht, dass die Einrichtungen bei der Angabe der Bettenknappheit übertrieben haben, um Ausgleichszahlungen zu erhalten und dass die Einrichtungen Gelder für Intensivbetten kassiert haben, die sie gar nicht hatten, und damit das Autorenteam um Matthias Schrappe auf teils valide Punkte aufmerksam gemacht haben könnten.
Weiter wies der MDR im Dezember 2021 darauf hin, dass die Vorwürfe nach wie vor nicht aufgeklärt wären und es in den Bundesländern insgesamt eine sehr unterschiedliche Bereitschaft gäbe, die Vorgänge zu prüfen.

## Veröffentlichungen (Auswahl)
- Matthias Schrappe: Qualität 2030. Die umfassende Strategie für das Gesundheitswesen. Mit einem Geleitwort von Ulf Fink und Franz Dormann. Medizinisch Wissenschaftliche Verlagsgesellschaft, Berlin 2014, ISBN 978-3-95466-140-4.
- Matthias Schrappe: APS-Weißbuch Patientensicherheit. Sicherheit in der Gesundheitsversorgung: neu denken, gezielt verbessern. Mit Geleitworten von Jens Spahn, Don Berwick und Peter Durkin. Medizinisch Wissenschaftliche Verlagsgesellschaft, Berlin 2018, ISBN 978-3-95466-410-8.
- Matthias Schrappe, Hedwig François-Kettner, Matthias Gruhl, Dieter Hart, Franz Knieps, Andrea Knipp-Selke, Philip Manow, Holger Pfaff, Klaus Püschel, Gerd Glaeske: Die Pandemie durch SARS-CoV-2/CoViD-19 – Zur intensivmedizinischen Versorgung in der SARS-2/CoViD-19-Epidemie. 3. Ad hoc Stellungnahme, Update vom 17. Mai 2021. Eigenverlag, Köln Berlin Bremen Hamburg 2021. Online abrufbar
- Franz Knieps, Matthias Schrappe, Gertrud Demmler: Qualität von Krankenkassen. Fokus Versichertenperspektive. BKK Kundenreport 2021. Medizinisch Wissenschaftliche Verlagsgesellschaft, Berlin 2021, ISBN 978-3-95466-624-9.
- Das Szientismus-Paradox, Juni 2023 in Cicero.de (Über das Verhältnis von Wissenschaft und Politik zur Corona-Zeit)